# Lesnický Slavín

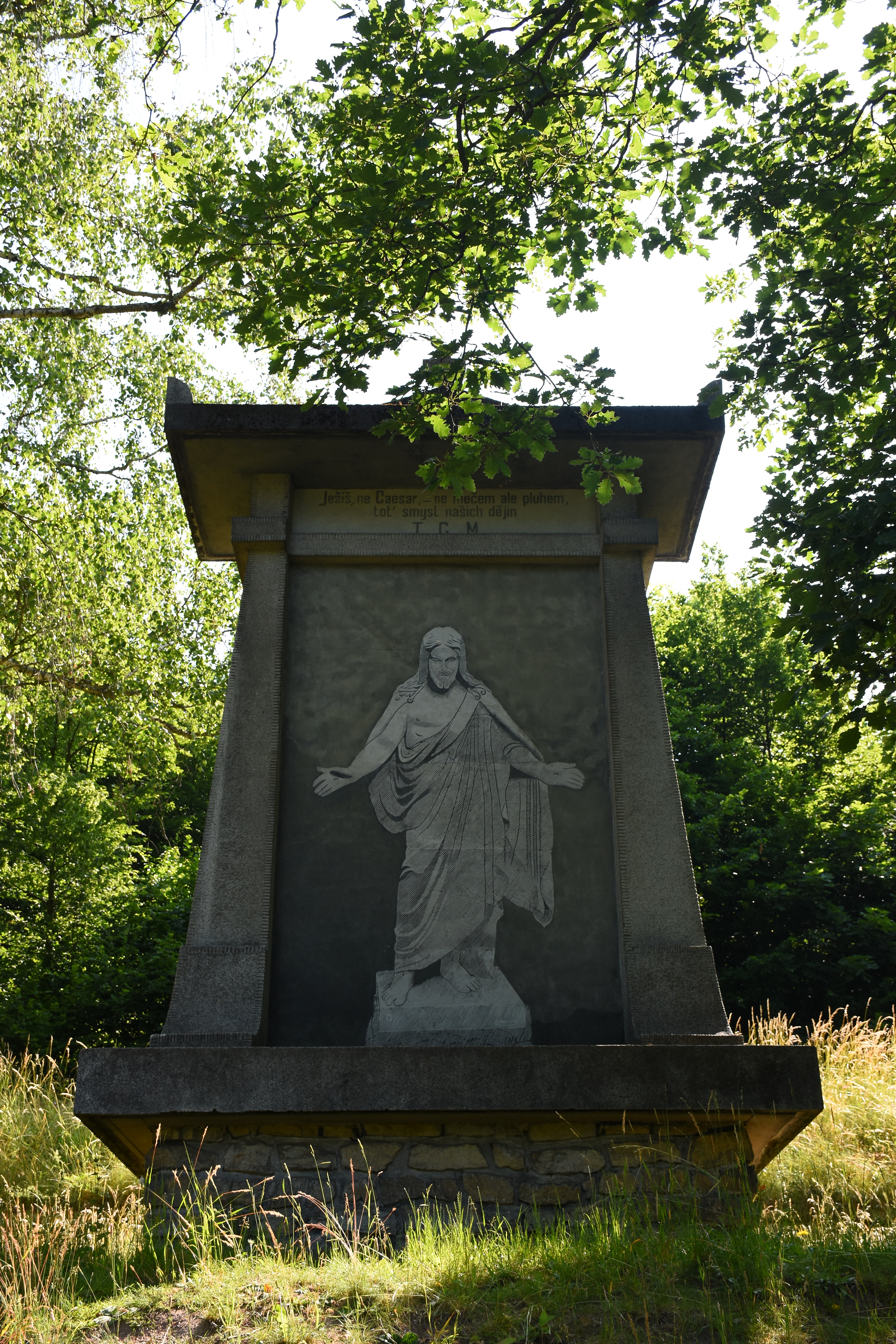
Památník lesníků u Bílovic nad Svitavou

Lesnický Slavín je soubor památníků a upravených studánek rozmístěných na území Školního lesního podniku Masarykův les Křtiny po lesích okolo Adamova, v prostoru mezi Vranovem, Blanskem, Křtinami a Brnem v Jihomoravském kraji. Byl budován od konce 20. let 20. století Vysokou školou zemědělskou v Brně (dnešní Mendelova univerzita), řada památníků v tomto prostoru je však ještě starší. Svým umístěním v dlouhodobě cíleně komponované a promyšleně lesnicky využívané lesnaté krajině a kulturně-historickým i krajinářským významem přesahuje hranice ČR. Mezi nejnavštěvovanější památníky patří Máchův památník či Památník umučených lesníků u Adamova. V současné době se ve Slavíně nachází více než 70 objektů, které kromě své turistické a kulturní hodnoty nezřídka slouží i jako kulisa pro pořádání různých kulturních a společenských akcí (vítání jara, hudební recitály, vzpomínková shromáždění).
V oblasti se dále nalézá několik menších arboret (Křtiny, Řícmanice, Habrůvka) a celá řada dalších kulturních památek. Územím Lesnického Slavína prochází řada naučných stezek, turistických tras KČT a cyklotras, s významnějšími přestupními uzly v Adamově, Bílovicích nad Svitavou, Křtinách, Útěchově a Vranově. Všechna místa jsou dostupná příměstskou dopravou Integrovaného dopravního systému Jihomoravského kraje.

## Popis a historie

### Památníky
Objekty Lesnického Slavína lze rozdělit do několika tematických okruhů: Jednak jsou to stavby budované jako připomínky význačných lesníků (často zároveň vyučujících VŠZ Brno), kteří se zasloužili o lesní hospodaření v dané oblasti (Rudolf Haša, Josef Konšel, Josef Opletal, August Bayer, Alois Zlatník). Dále jsou zde pomníky věnované umělcům, jejichž dílo je spojeno s oblastí Moravského krasu nebo s přírodou obecně, ať jsou to spisovatelé (S. K. Neumann a Rudolf Těsnohlídek, ale i Karel Hynek Mácha nebo Victor Hugo), hudebníci (Leoš Janáček) nebo malíři (Stanislav Lolek, Josef Mánes, Julius Mařák). Památníky jsou tematicky zdobeny úryvky z jejich díla souvisejícími s přírodou a krajinou. Další památníky připomínají český protinacistický odboj nebo významné dějinné události a výročí (vznik Československa).
Řada pomníků a studánek je pak věnována i samotné přírodě a zvířatům (studánky Prosba lesa nebo Ptačí svatyně, památníky Pocta půdě, Pocta vodě a Stromy). 

### Krajinná kompozice

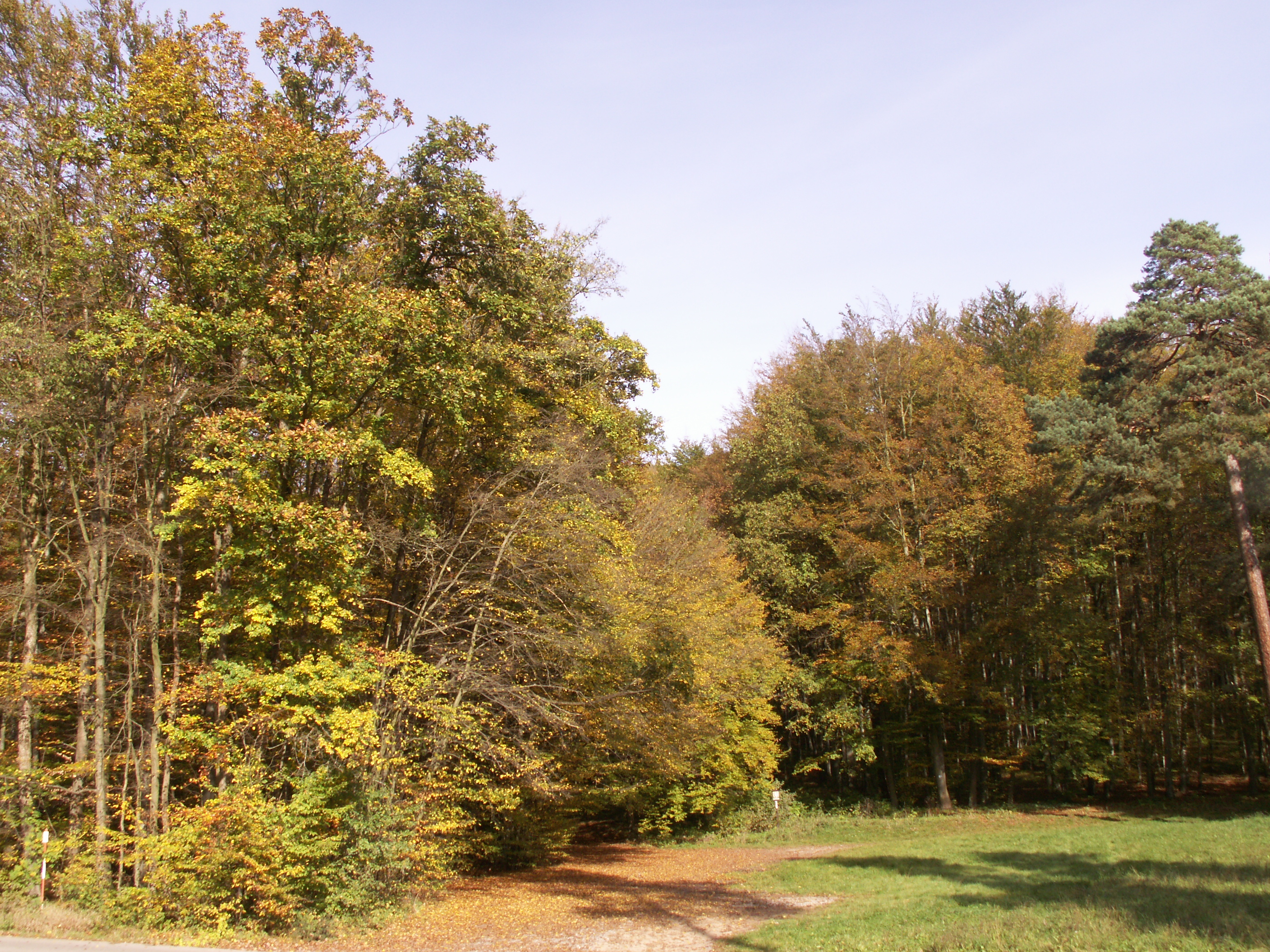
Okraj lesního palouku u PR Čihadlo

S výstavbou památníků rovněž úzce souvisely poměrně velkorysé krajinářské úpravy. Navržena a zbudována byla síť zpevněných lesních cest a zastavení s průhledy do krajiny. Úsilím prof. Josefa Opletala bylo založeno množství z celkem 67 lesních palouků, jejichž význam měl být jednak estetický, umocněný výsadbou exotických stromů (v letech 1969–1971 evidováno na 4500 jedinců více než 80 různých taxonů), jednak praktický, kdy palouky měly sloužit jako pastva pro lesní zvěř a předcházet tak škodám z okusu na lesních porostech. Ze stejných důvodů byly podchycovány prameny a na nich budovány studánky a další drobná vodní díla. Vyhlášena byla řada památných stromů (dnes např. modřín Troják u Habrůvky, habrůvecké smrky, břek u Dřínové, topol černý pod Kyselou horou, smrk u jeskyně Výpustek ad.), perspektivní jedinci byli označování a uvolňováni ze zápoje a poté sloužili jako základní body nově budovaných zákoutí.  
Zvláštností přitom je, že veškeré estetizující a krajinářské změny probíhaly (a probíhají) v lese hospodářském, a to bez újmy k této jeho funkci.

### Budování Slavína Vysokou školou zemědělskou

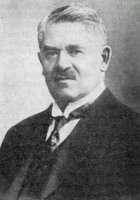
Josef Opletal

Počátek budování Lesnického Slavína spadá do období 20. let 20. století. Oficiální otevření proběhlo 18. června 1929 v polesí Olomučany u příležitosti 10. výročí založení Vysoké školy zemědělské. Za ideové zakladatele Slavína jsou považováni Josef Konšel a Rudolf Haša, kteří navrhli realizaci sítě památníků významným zemřelým osobnostem školy a vlasti na počest blížícího se školního výročí. Na jejich práci se od počátku podílel také Josef Opletal, v té době rektor univerzity a vedoucí správní rady školního lesního podniku. 
V první etapě založení k roku 1929 bylo vybudováno 40 památníků, připomínajících různé významné osoby a události, byly pojmenovány lesní cesty a palouky, začalo se s podchycováním pramenů a stavbou studánek. Stavbu řídili Opletal, Haša a Gustav Artner. Objekty této etapy jsou převážně pamětní desky z černé švédské žuly se jménem a životopisnými daty, uchycené na skalkách, balvanech nebo umělých obeliscích.
Druhá etapa budování probíhala od poloviny 30. let do let 50., s pauzou ve válečných letech. V práci od svého odchodu do výslužby prakticky až do své smrti pokračoval Josef Opletal, vesměs bez nároků na honorář či dokonce vlastními náklady. Objekty této doby, které sám autorsky navrhoval, jsou převážně monumentálnější stavby zasvěcené různým lesním zvířatům, případně lesu a přírodě samotné (památník Prosba lesa), stejně jako významným, nadčasovým umělcům. Jsou zdobeny obrazy vyrytými do čerstvého betonu a posléze vyvedenými černou barvou (po rekonstrukcích koncem 20. století většinou nahrazeny mramorovými deskami) a různými citáty vztahujícími se tematicky k přírodě a lesu. Koncepčně byla do díla zahrnuta také celá řada nově zbudovaných studánek a velkoryse promyšlené vytváření lesních palouků a zákoutí s exotickými či jinak významnými stromy. 
Po odchodu prof. Opletala byl Slavín od druhé poloviny 20. století až do století 21. v různé intenzitě doplňován novými památníky, které jsou vesměs věnovány různým výročím univerzity a jejím významným osobnostem. K údržbě a rekonstrukcím mnoha chátrajících objektů došlo v 60. letech péčí Jiřího Truhláře a Emanuela Koupého, na některých spolupracoval architekt Ivar Otruba.

## Přehled památníků

### Památníky vybudované VŠZ v první vlně roku 1929 (Opletal, Haša, Artner, Zamazal)

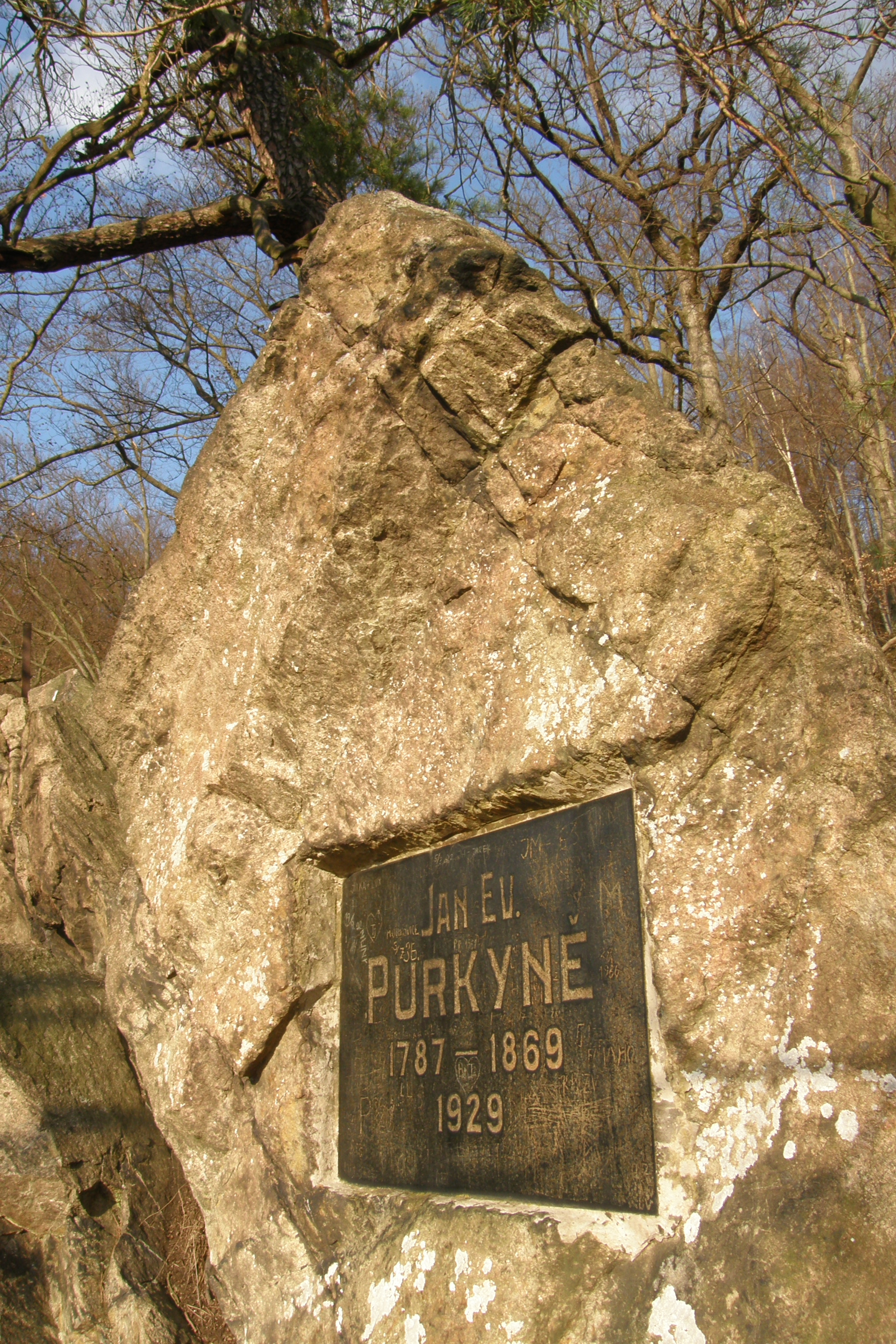
Památník J. E. Purkyně: typická černá deska na skalním výchozu

K větším památníkům základní etapy budování Lesnického Slavína patří rozměrný lesní pomník Leopolda Grabnera z lámaného vápence a betonu, s podobiznou vyznamenaného a citacemi z jeho lesnického díla, Resslův památník pod stejnojmennou hájovnou nebo studánky Jana Teodoricha Doležala (palouk U Buku mezi Soběšicemi a Útěchovem), Karla Jiřího Schindlera nad jezírkem poblíž Křtin a Karla Klostermanna u Habrůvky, působivý je pomník Rudolfa Těsnohlídka z navršených balvanů u lesního rozcestí ve stejnojmenném údolí. Památník Slovenská stráň nad jižním svahem Josefovského údolí má připomínat neznámé slovenské lesníky vykonávající svou činnost v éře Rakouska-Uherska. 
Dalšími připomínanými osobnostmi jsou Josef Bohdanecký, Rudolf Hacker, Vilím Věnceslav Havelka a Josef Liboslav Ziegler, Jan Dominik Kašpar, Adolf Midloch, Josef Rosenauer, Vincenc Hlava, František Drtina, Josef Václav Černý, Josef Decrett Matejovie, Ferdinand Fiscali, Karel Daniel Gangloff, Pavol Orságh Hviezdoslav, Jan Evangelista Chadt-Ševětínský, Karel Knapp, Mořic Kožešník, Christoph Liebich, Robert Micklitz, Jan Evangelista Purkyně, Emanuel Purkyně, Antonín Tichý, Jiří Václav Wachtel, Julius Wiehl, Josef Zenker, Jan Doležel, Eduard Duchoslav, Ernst Kreutzer, Václav Lenhart Eliáš, Josef Nimburský, Jan Svatopluk Presl a Georgij Fjodorovič Morozov s pravoslavným „ruským křížem“ na skalnaté výspě Josefovského údolí.

### Památníky vybudované Josefem Opletalem v letech 1934–1950

#### Máchův památník

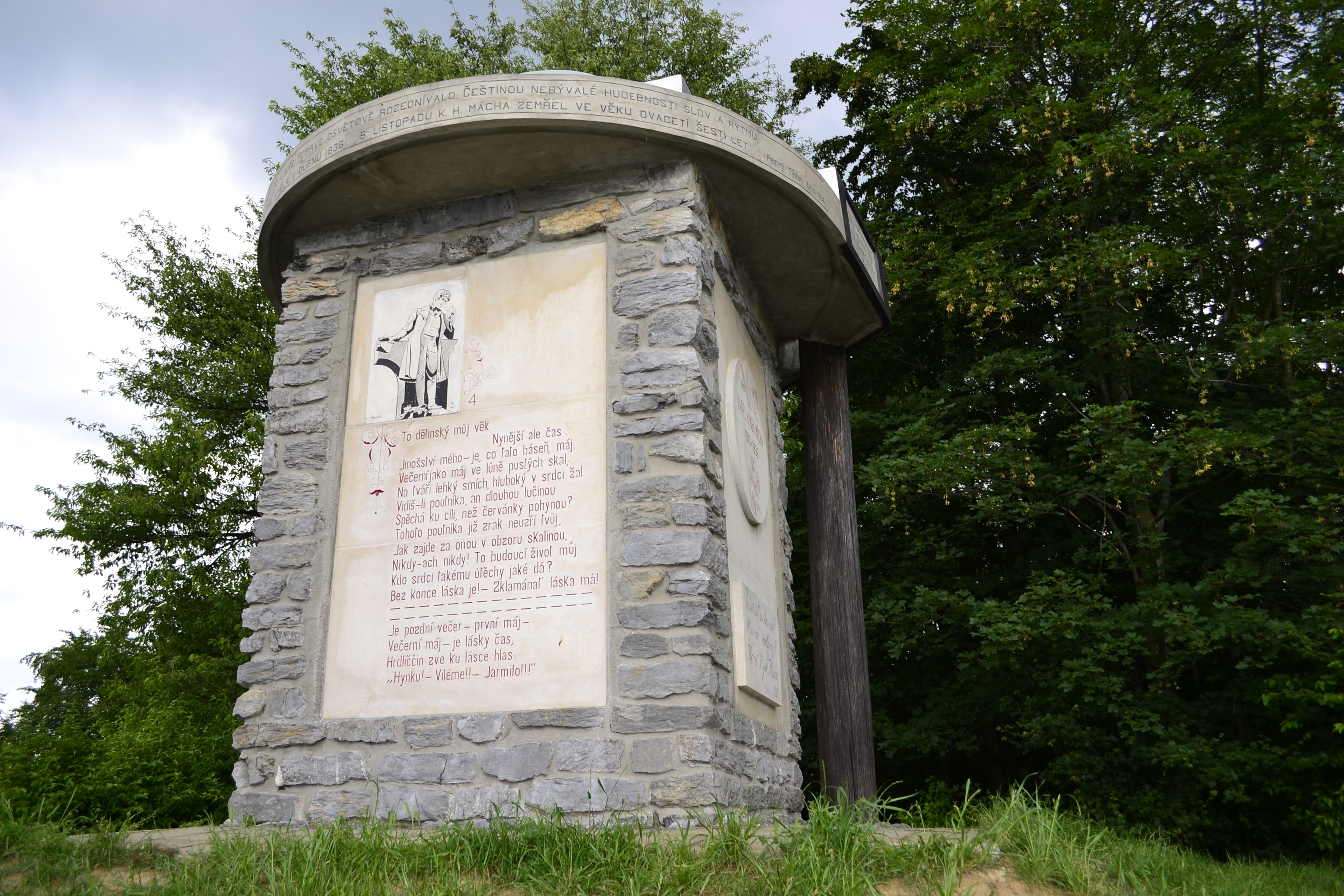
Bok Máchova památníku s úryvkem Máje

Vybudován v roce 1936 k 100. výročí úmrtí Karla Hynka Máchy. Nachází se v lesích nedaleko Olomučan, je vybudován z betonu, vápencových kamenů a mramorových desek. Na třech svých stranách nese úryvky z Máje, čtvrtá strana je celá věnována Máchovi s jeho podobiznou. Vrcholová deska je kulatá, vprostřed s betonovou polokoulí. V jednom místě památníku je vsazen dřevěný sloup. Bezprostřední okolí památníku je osázeno cizokrajnými dřevinami, dále se zde nacházejí sluneční hodiny, rozcestník a lavička se stolem. Od památníku je výhled do údolí Svitavy až k Brnu.

#### Památník Hradská lesní silnice

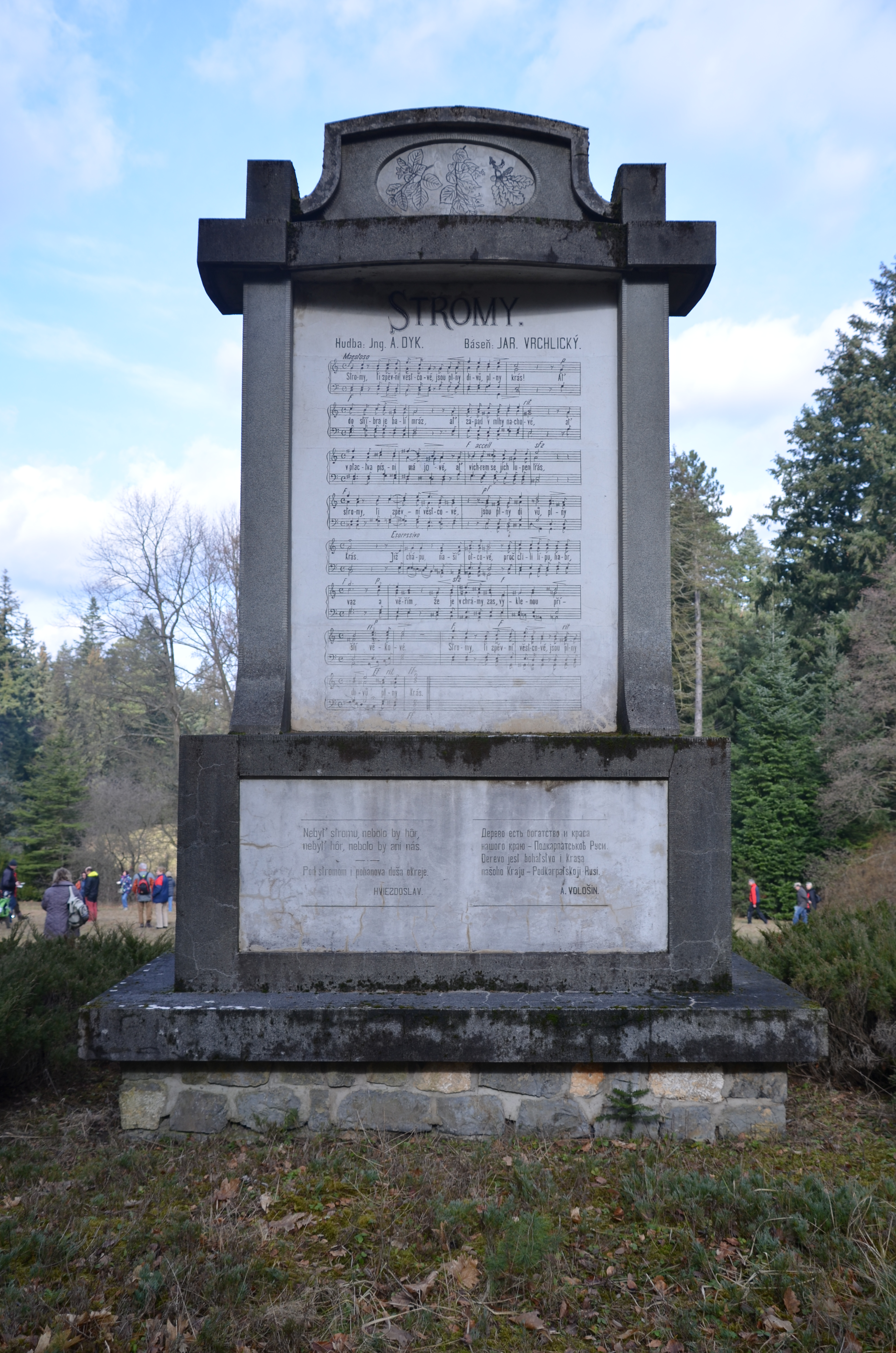
Památník Stromy

Čtyři metry vysoký památník ze dvou betonových krychlí spojených sloupkem stojí na křižovatce lesních cest pod Máchovým památníkem. Byl zbudován roku 1937 v upomínku poslední silniční stavby, kterou Opletal projektoval a řídil: Hradské lesní silnice, procházející od Olomučan k Novému hradu a dále k řece Svitavě. Obsahuje technické údaje o stavbě, sluneční hodiny symbolizující plynutí času a několik literárních citátů z Turgeněva a Anatola France.

#### Památník Stromy
Památník vybudovaný roku 1938 představuje estetické a myšlenkové vyvrcholení Slavína. Jde o 7 metrů vysoký monument zbudovaný z betonu, jako ostatní obsahuje vyryté obrazy a nápisy. Jde o literární úryvky i různé lidové moudrosti o lese a stromech od 17 národů světa v originálním jazyce i českém překladu, které byly Opletalovi zasílány lesnickými osobnostmi z celého světa. Na jižním průčelí památníku je notová partitura A. Dykem zhudebněné básně „Stromy“ Jaroslava Vrchlického, provedená v takové velikosti, aby pěvecký sbor před památníkem mohl podle not skladbu zazpívat. Dnes se nachází v areálu arboreta Řícmanice.

#### Pomník padlých, popravených a umučených lesníků v době německé okupace 1939 až 1945

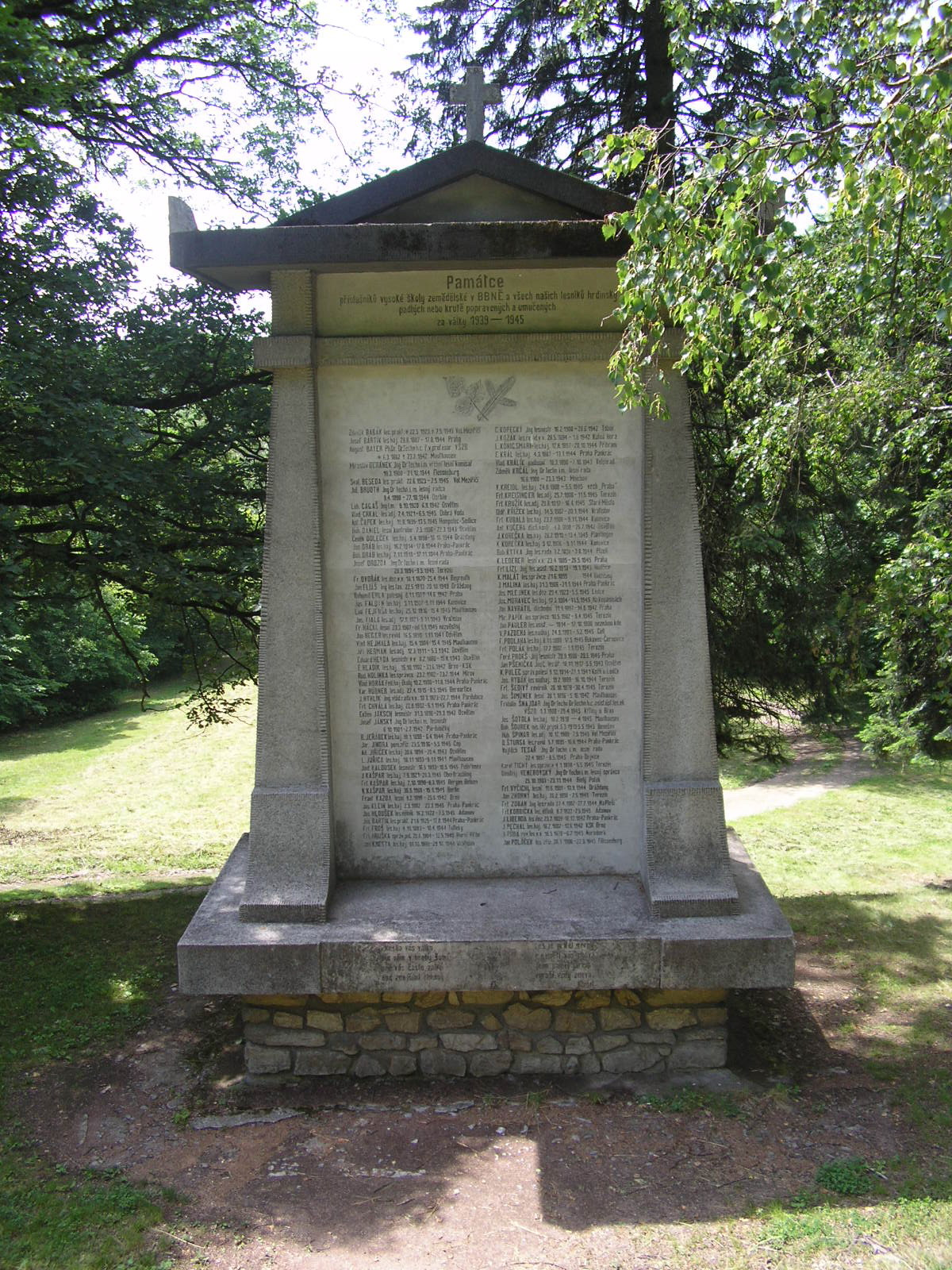
Památník lesníků se soupisem jmen

Památník byl vybudován v průběhu roku 1946 s pomocí dobrovolníků z řad fakultních zaměstnanců a studentů pod vedením R. Haši a J. Opletala a připomíná lesníky, kteří položili své životy během německé okupace a v odboji. Jde o 7,3 m vysokou stavbu ze železobetonu, v horní části s motivy Pantheonu z aténské Akropole. Na východní straně obsahuje soupis jmen s údaji o narození a úmrtí, druhé straně dominuje obraz Krista v nadživotní velikosti, ztvárněný podle sochy „Žehnající Kristus“ od Bertela Thorwaldsena v kostele Frue Kirche v Kodani.

#### Ptačí svatyně
Rozměrná stavba studánky byla zbudována k uctění významu lesního ptactva roku 1935 na místě ornitologické stanice Zemského výzkumného ústavu v Brně. Byla zamýšlena nejenom jako studánka, ale zároveň i jako napajedlo a koupaliště pro ptáky, k čemuž slouží mělká tůňka před studánkou. Studánka je zdobena rytým obrazem a citáty Axela Muntheho a Brehmova překladatele Jiřího Jandy. Palouk okolo byl rozšířen a osázen exotickými stromy a keři, byly upraveny remízky pro hnízdění ptactva a v okolí rozvěšeny ptačí budky a krmítka.

#### Studánky

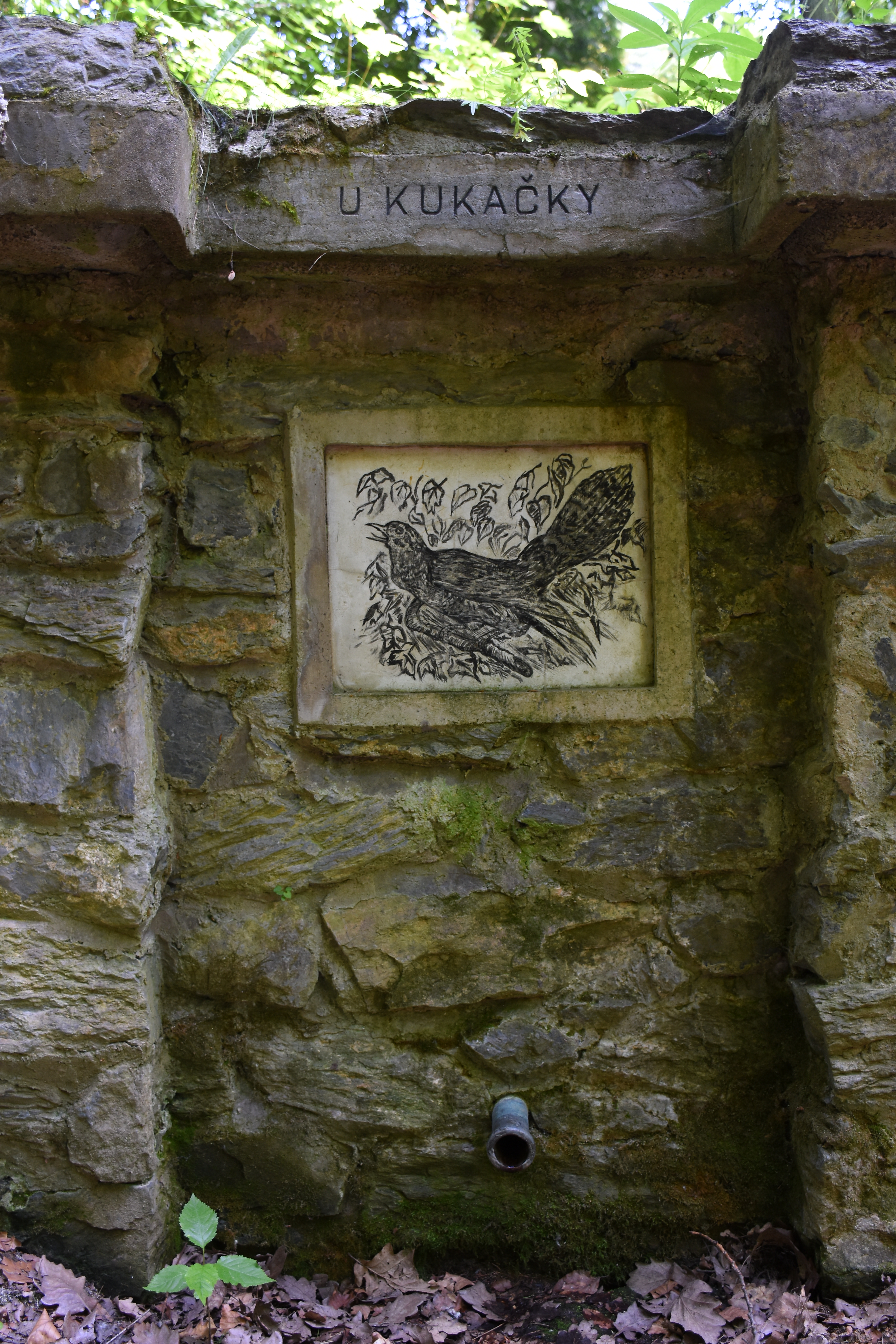
Studánka U kukačky

K dalším studánkám a drobným vodním dílům, které Opletal v tomto období cíleně budoval, patří Prosba lesa se stejnojmenným textem a studánky zasvěcené lesním zvířatům a jiným lesnickým tématům: studánka Srnčí, U lišky pod břekem, U srnce, Sv. Huberta (tři různé studánky téhož jména na různých místech), U psa, U kukačky, Pod jasanem, U tetřeva, U sluky a Konšelova. Patří sem též studánky Pod Novým hradem, Nad Doubskou a Pod Doubskou a studánka Zdrávas Mariaǃ z roku 1948 v blízkosti poutní cesty z Adamova do Vranova.

#### Ostatní
K menším památníkům z této éry patří ty věnované různým význačným osobnostem: Josef Žalman, Josef Mánes a Julius Mařák, Jindřich Wankel, Theodor Mokrý, Oswald Schatt a Tomáš Garrigue Masaryk.

### Památníky vybudované po roce 1950

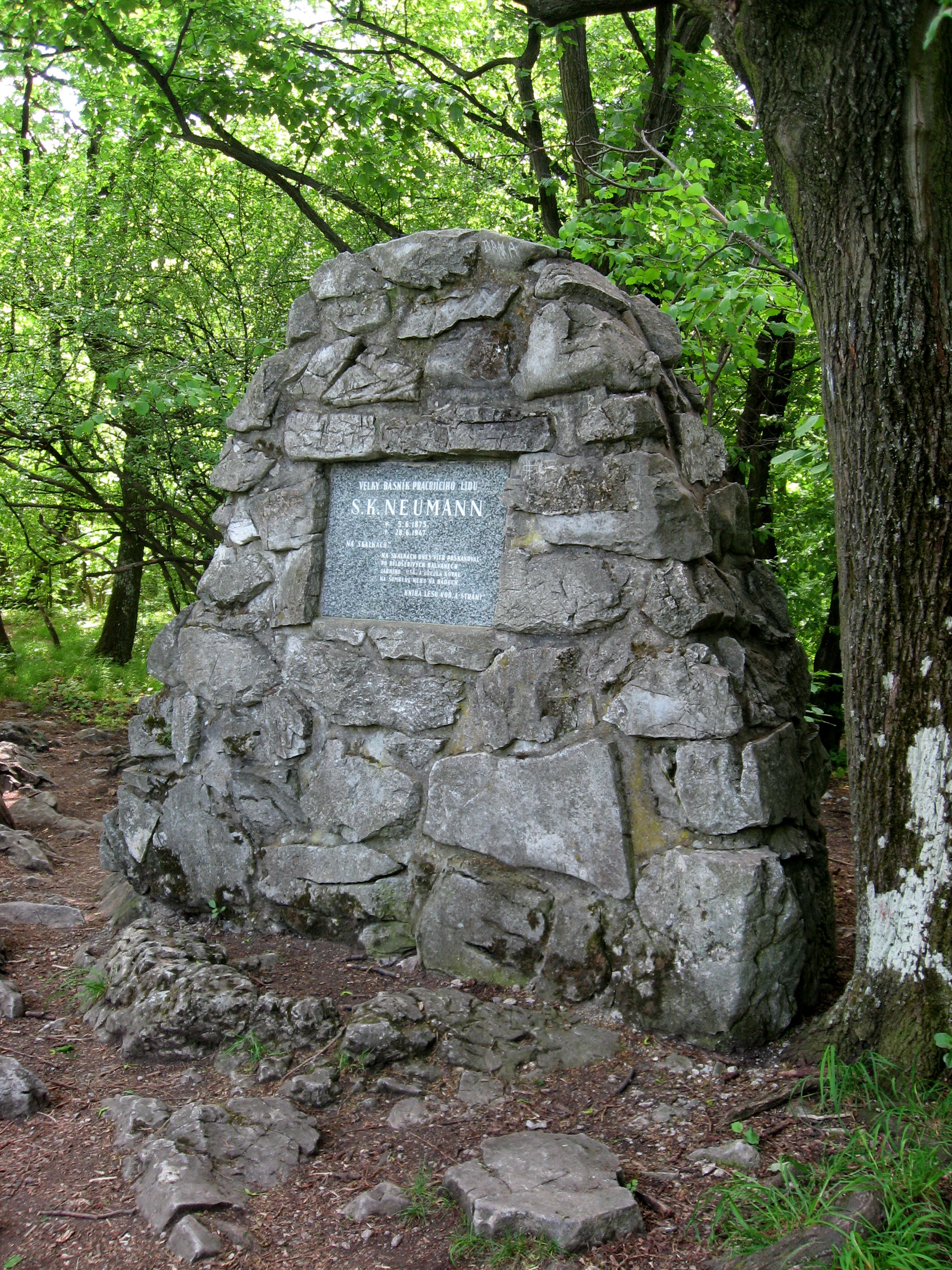
Památník S. K. Neumanna na Šumbeře

K významným památníkům této doby patří Stanislav Kostka Neumann zbudovaný roku 1959 na Šumbeře; slavnostního odhalení se zúčastnila i básníkova druhá žena Božena. Svých pamětních kamenů s životopisnými tabulemi se dočkali otcové-zakladatelé lesnické školy Josef Opletal, Alois Zlatník, August Bayer, Josef Konšel, Rudolf Haša a Antonín Dyk. Studánka Stanislava Lolka z roku 1966 byla ukryta do údolí pod Resslovou hájovnou s výsadbou jedlového háje a skupiny kryptomerií japonských, své pomníky mají též umělci Leoš Janáček a Jaromír Tomeček a lesníci Leo Skatula a Josef Pelíšek.
Dále byly vybudovány památníky IUFRO (Mezinárodní unie lesnických výzkumných organizací, 1969), Pocta půdě a studánky Pocta vodě a PRO SILVA.
Podle dalších osobností, především z řad vyučujících lesníků, byly pojmenovány lesní cesty, návrší a lesní dílce.

### Další památníky v oblasti, mimo vlastní Lesnický Slavín
Vzhledem k dlouhé paměti místa v rámci tzv. vranovsko-křtinského lichtenštejnského areálu i coby křižovatky poutních cest do Vranova a do Křtin se v oblasti nachází i množství dalších památníků nespadajících již do okruhu vlastního Lesnického Slavína. Jde mj. o různé lichtenštejnské památníky a jubilejní háje, lidové památníčky na oběti soubojů s pytláky a lupiči (obrázek U Zabitých poblíž Křtin), oběti dopravních nehod atp. Další památníky připomínají výročí 10 let od vzniku ČSR, účastníky odboje za 2. světové války, letce a letkyně ČSA nebo 50. výročí založení ŠLP Křtiny. Svůj památník zde má líšeňský rod Belcredi nebo lesník Gustav Lechner, jejž připomíná památníček na místě jeho náhlého úmrtí v Hádeckém polesí při výkonu lesnického povolání.

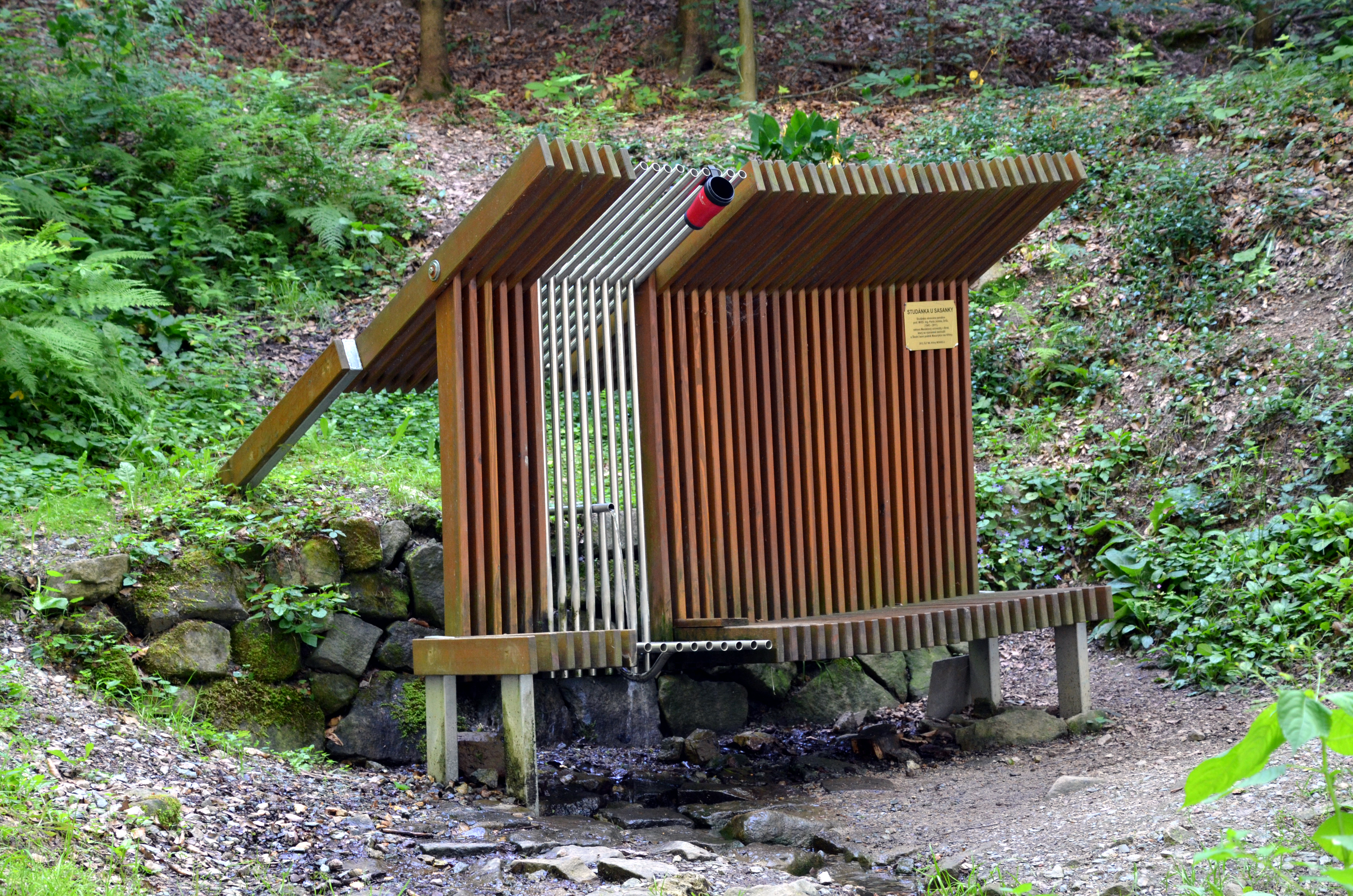
Novodobá studánka U sasanky

Další studánky byly vybudovány prací nadšených amatérů a napodobitelů (Mufloní studánka, studánky U jezevce, U sasanky), původní inspirace stále žije v pojmenovávání turistických přístřešků (Rodokmen Lišky Bystroušky poblíž PP U Staré Vápenice) a v umisťování různých pamětních kamenů za blízké zesnulé z řad veřejnosti.
Zvláštní místo zaujímá Liduščin památník a Pomník prvního vánočního stromu při cestě od Resslovy hájovny do Bílovic, připomínající událost z roku 1919, která dala za vznik tradici stavění tzv. Vánočního stromu republiky na náměstí Svobody v Brně. Strom od té doby tradičně pochází právě z polesí Masarykova lesa.

## Fotogalerie

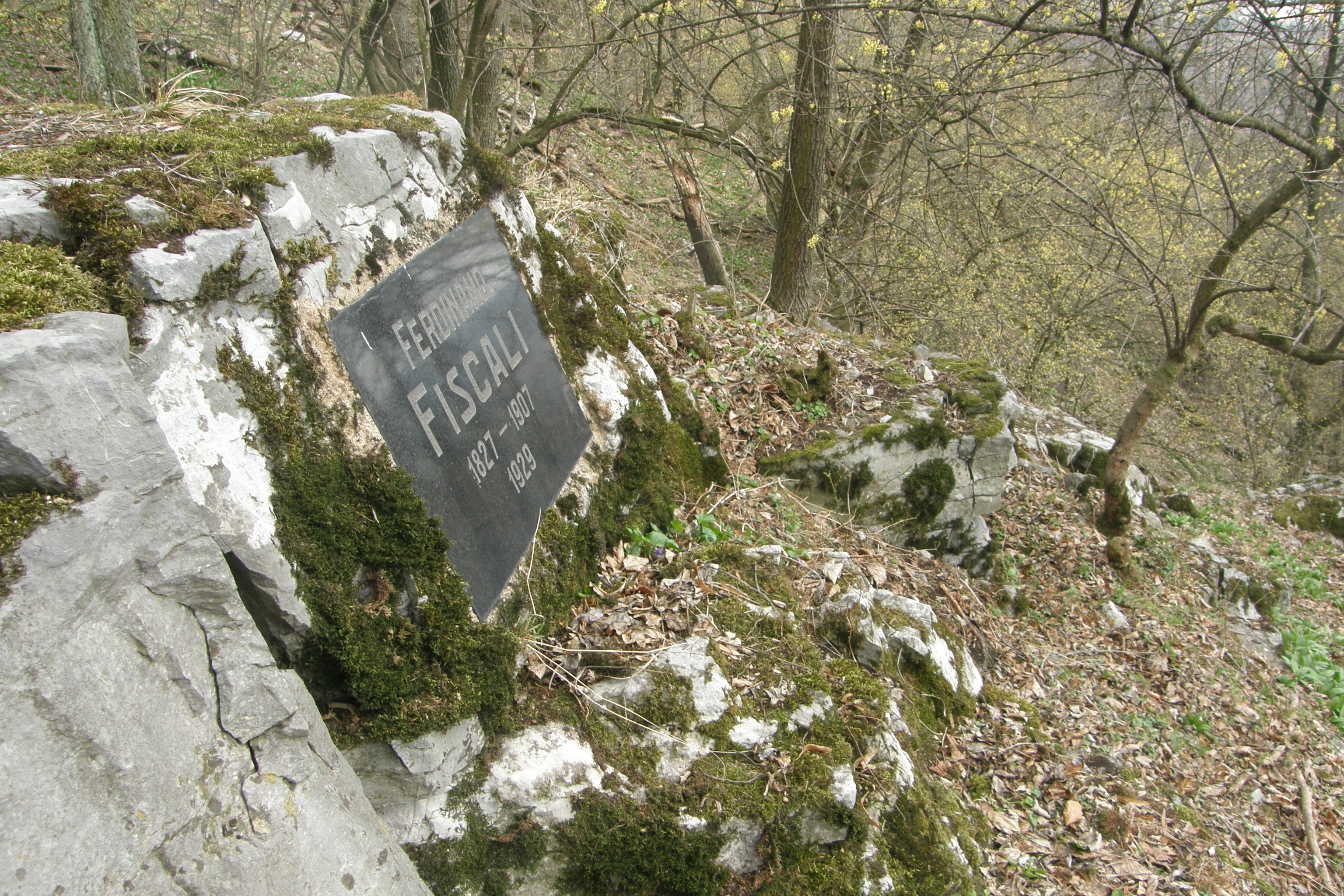
Ferdinand Fiscali
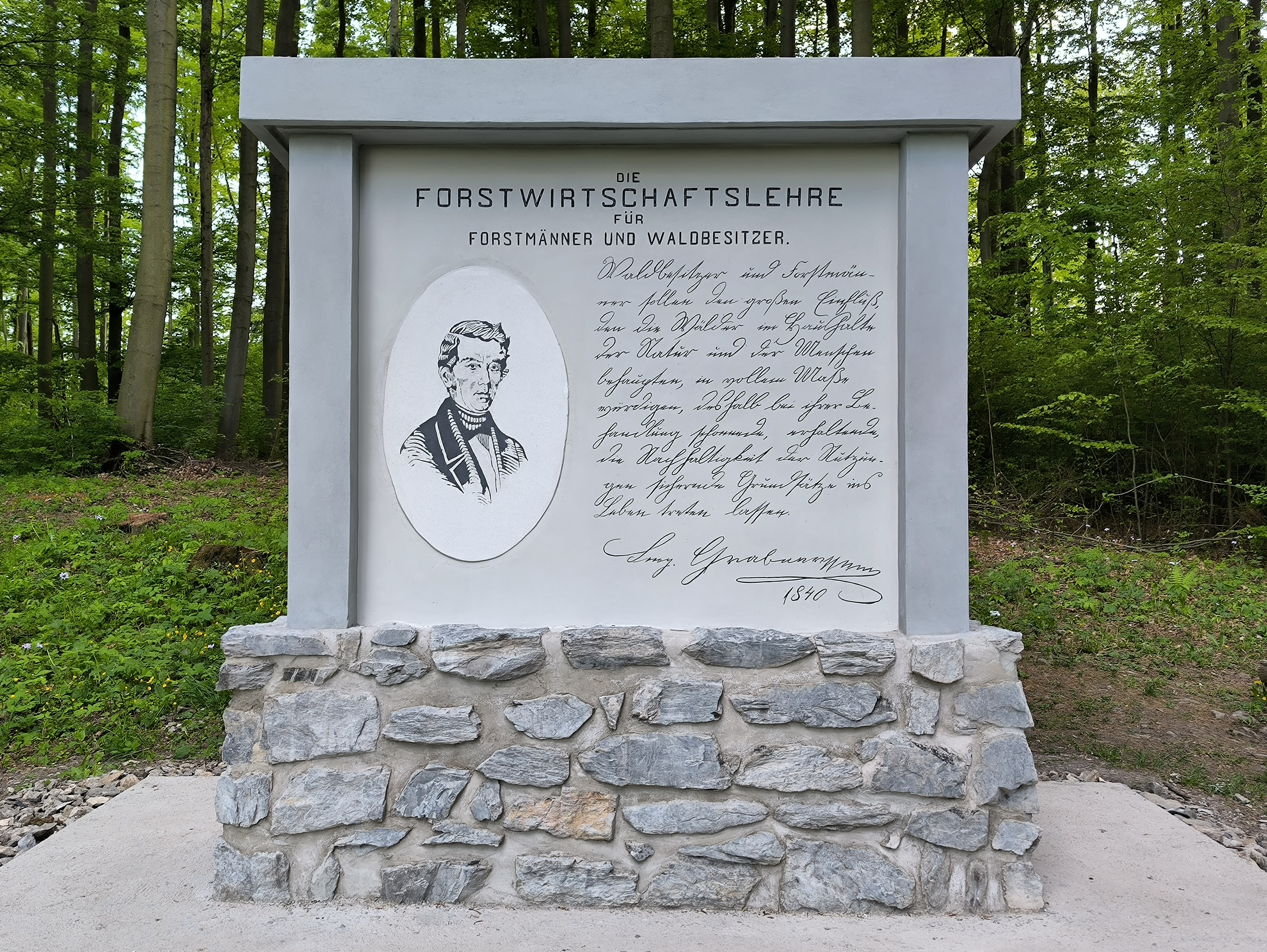
Pomník Leopolda Grabnera
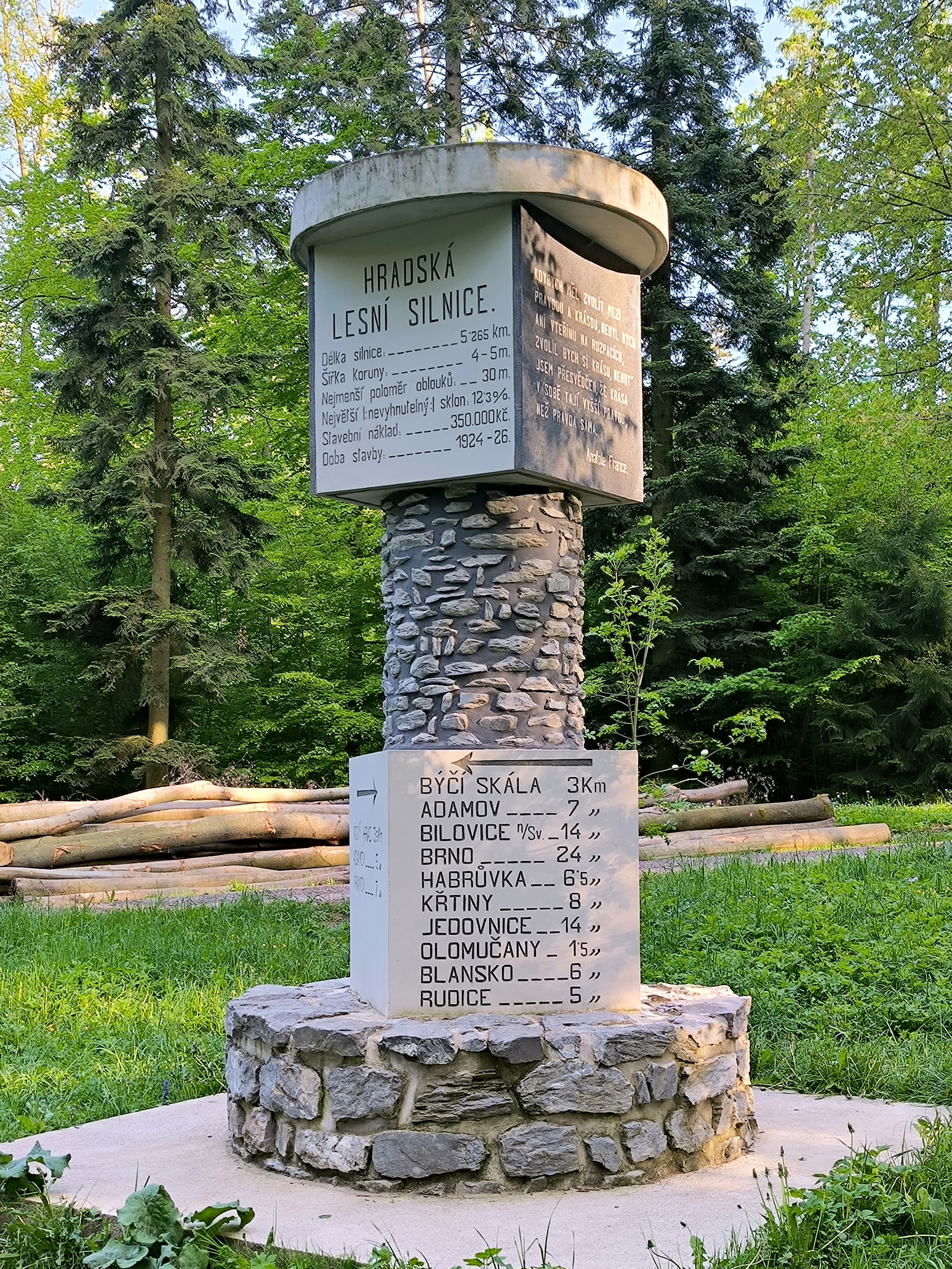
Památník Hradské silnice
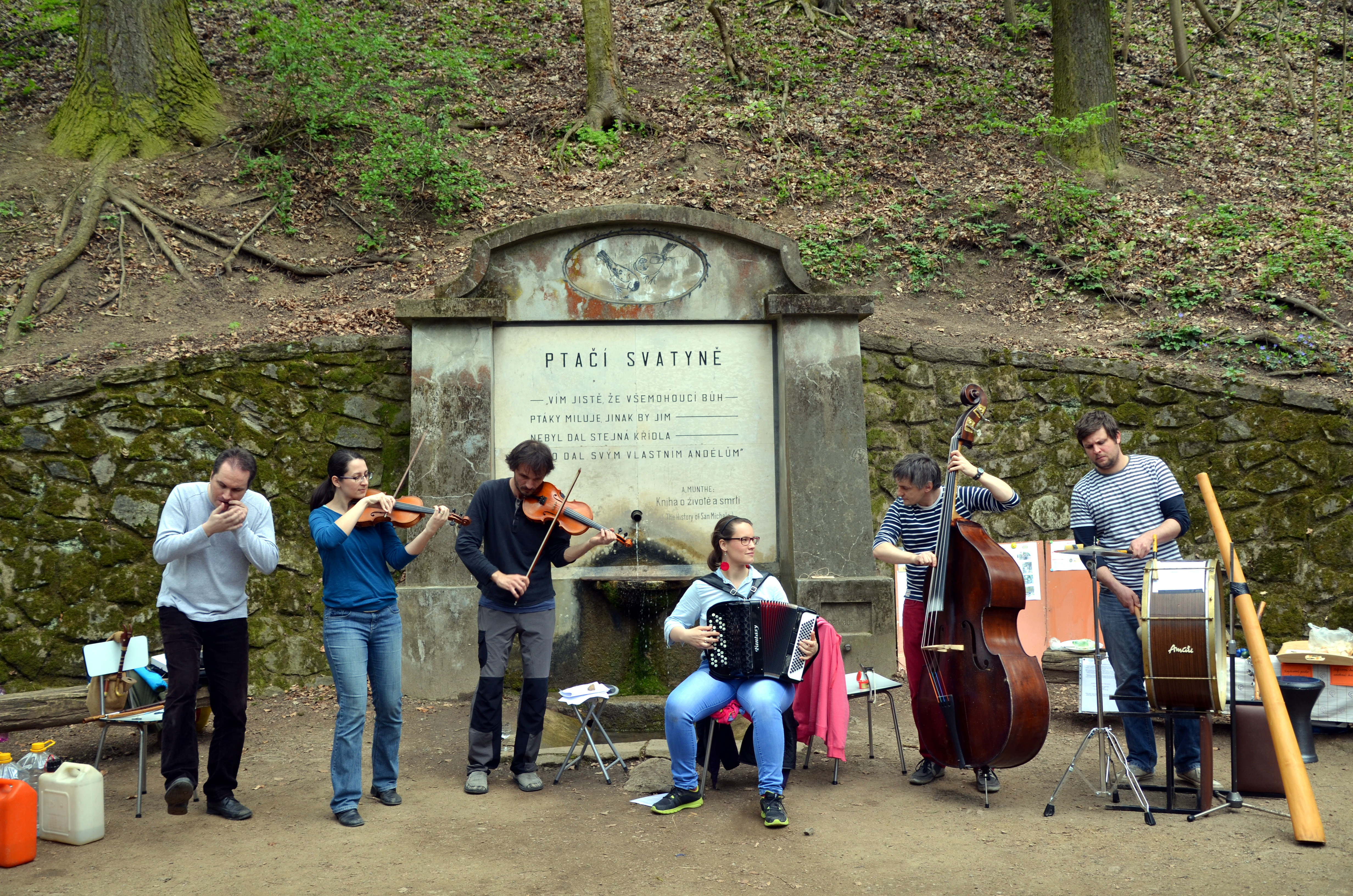
Vystoupení skupiny Bezobratři u studánky Ptačí svatyně
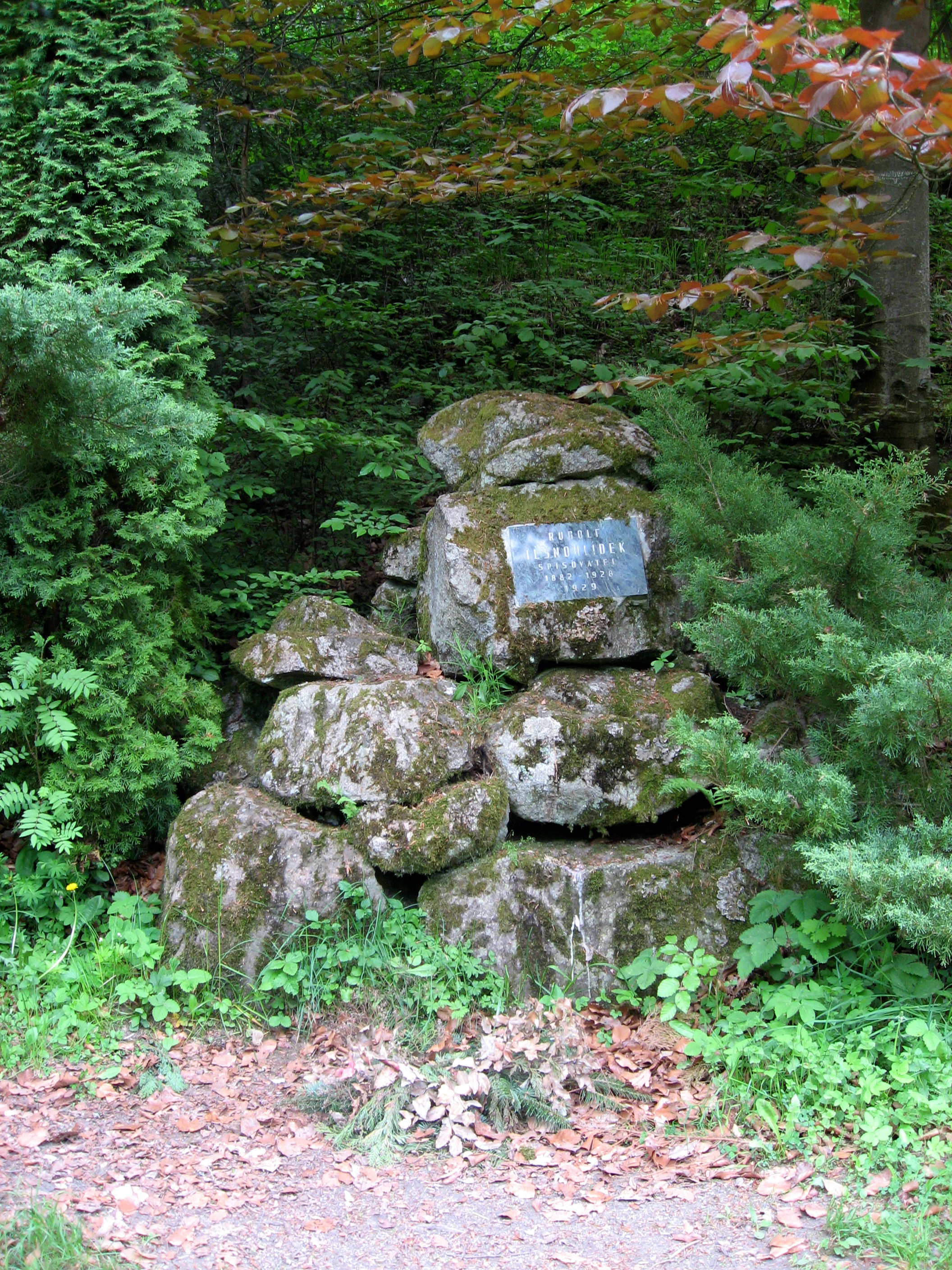
Pomník Rudolfa Těsnohlídka s pamětní deskou
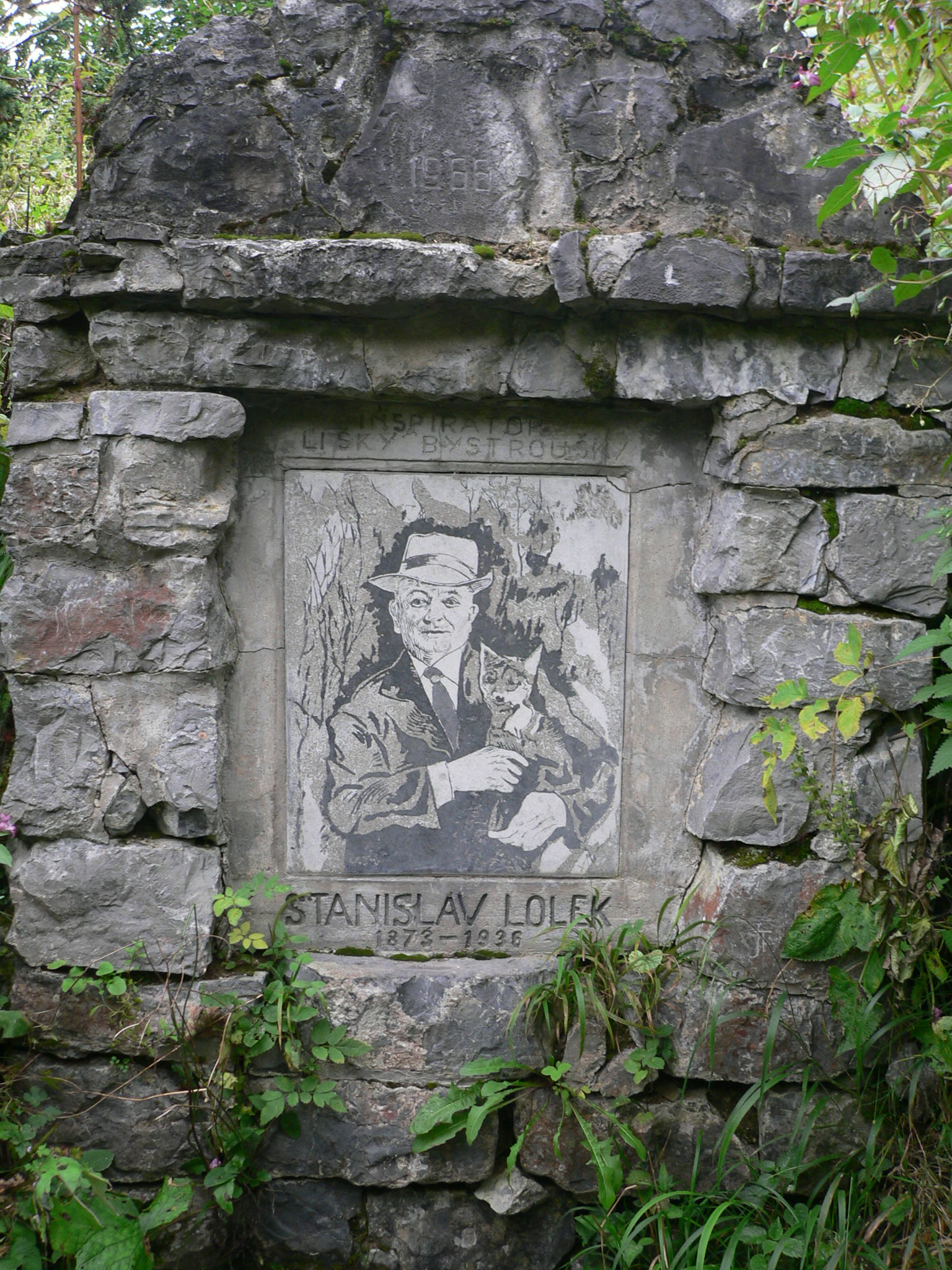
Studánka Stanislava Lolka
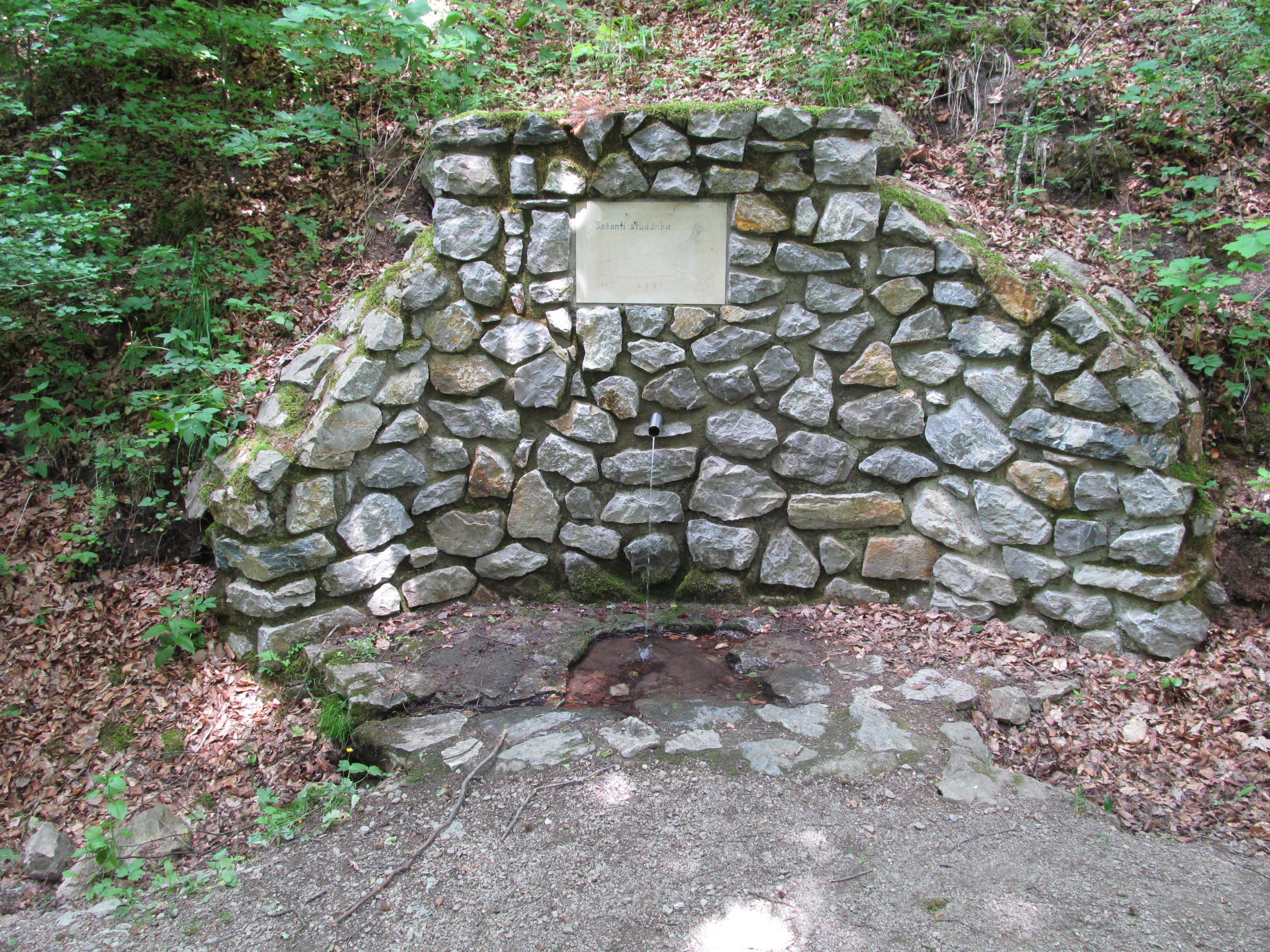
Bažantí studánka
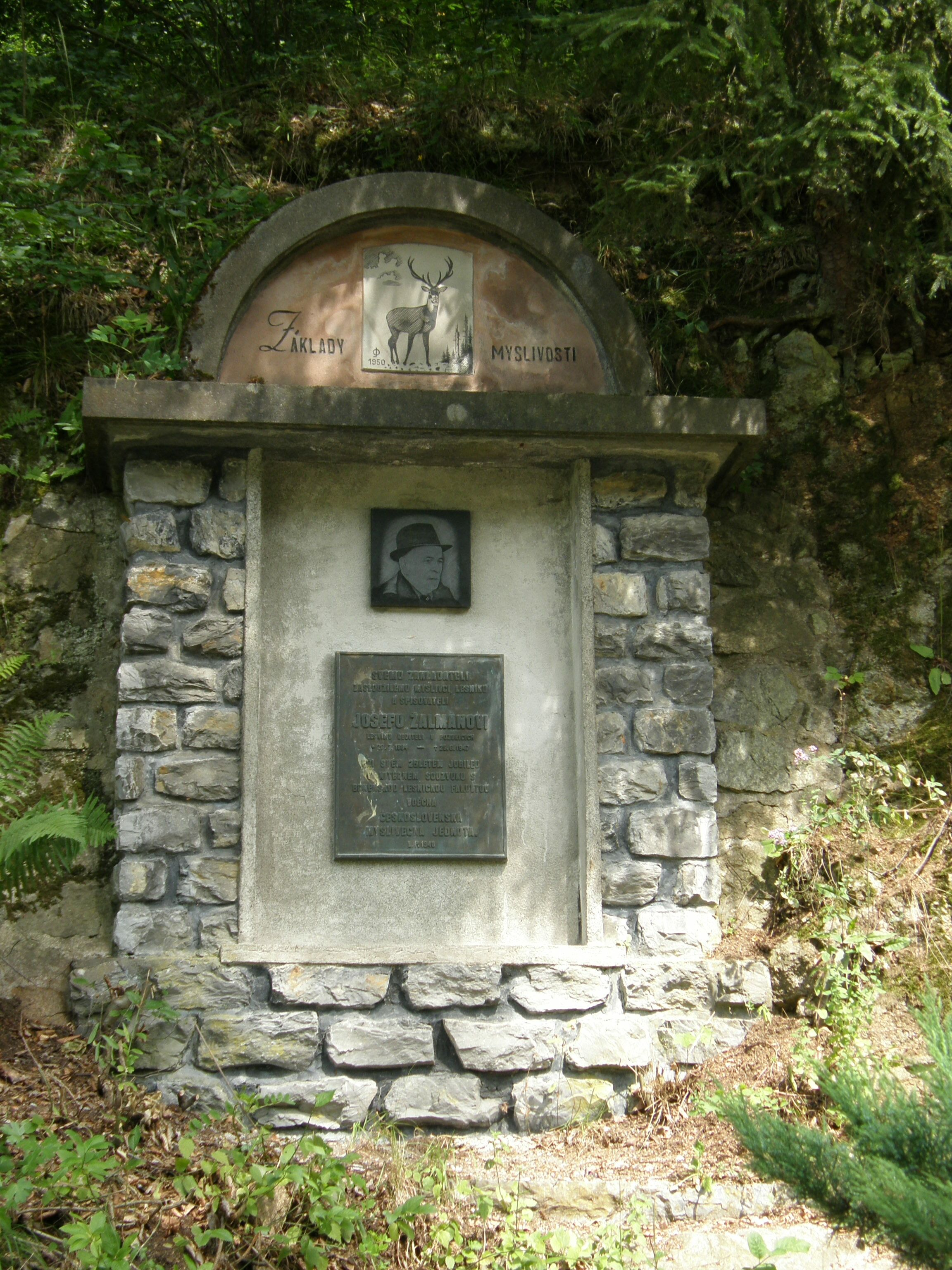
Žalmanův památník
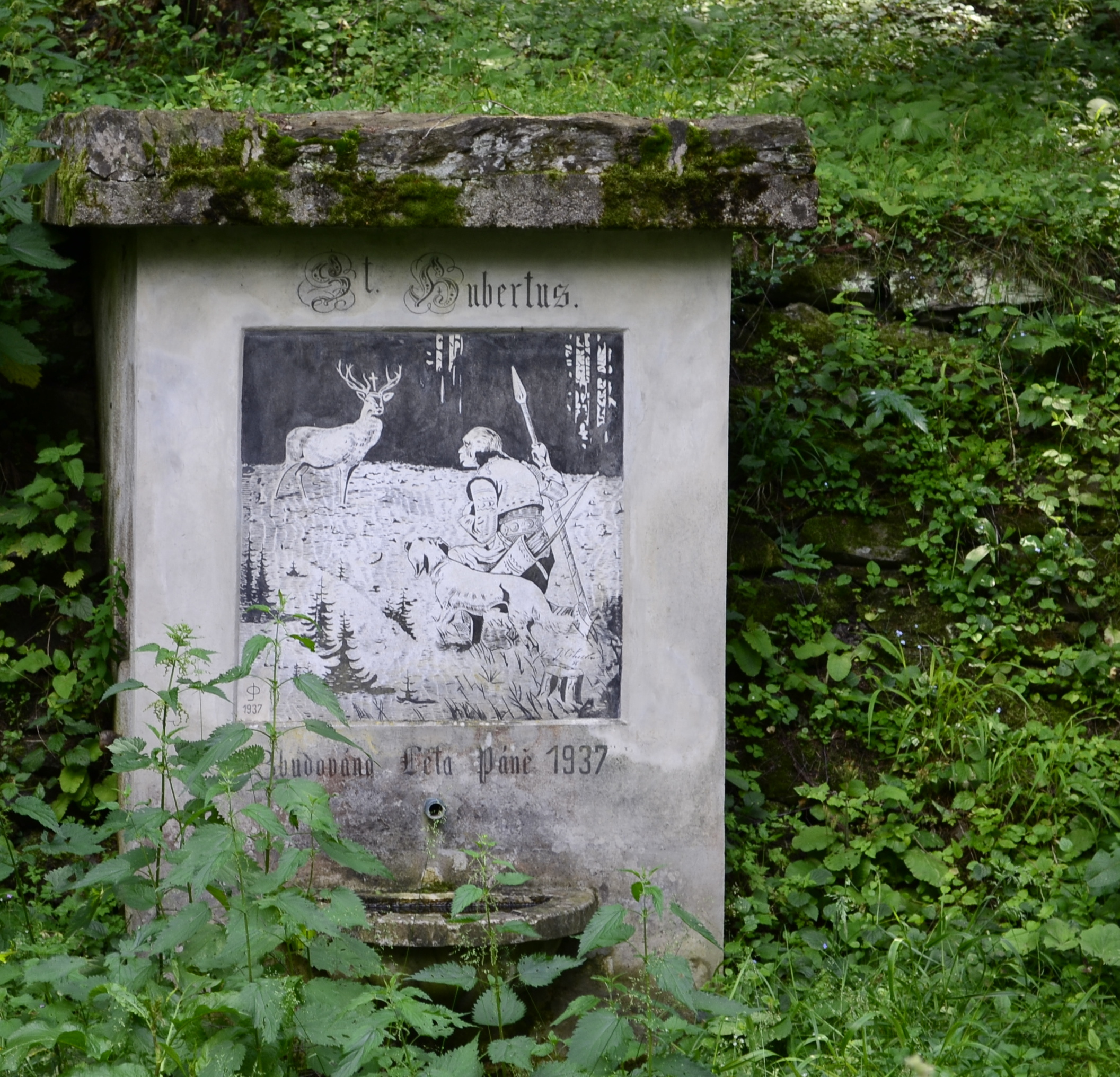
Studánka sv. Huberta
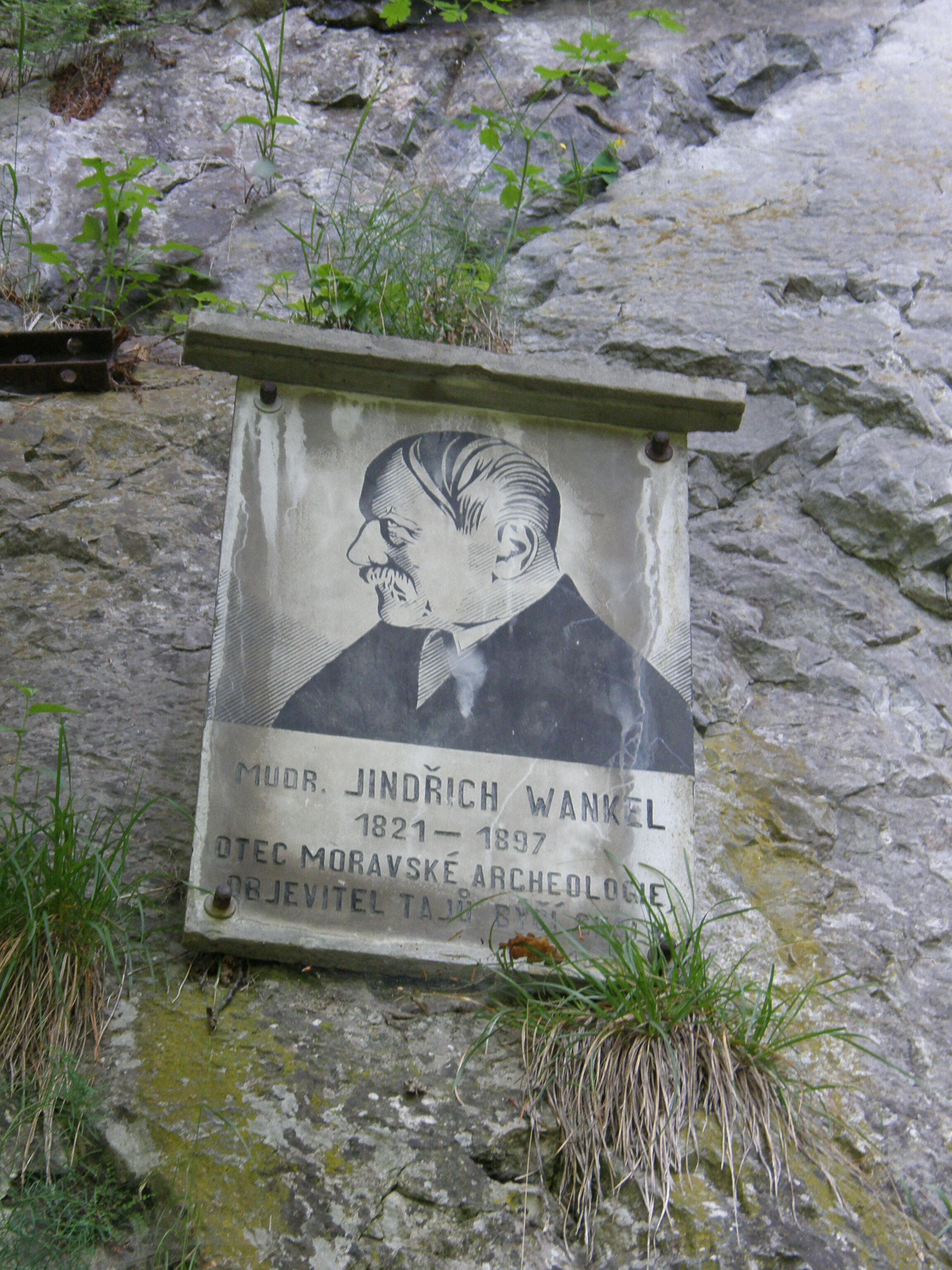
Plaketa Jindřicha Wankela u Býčí skály
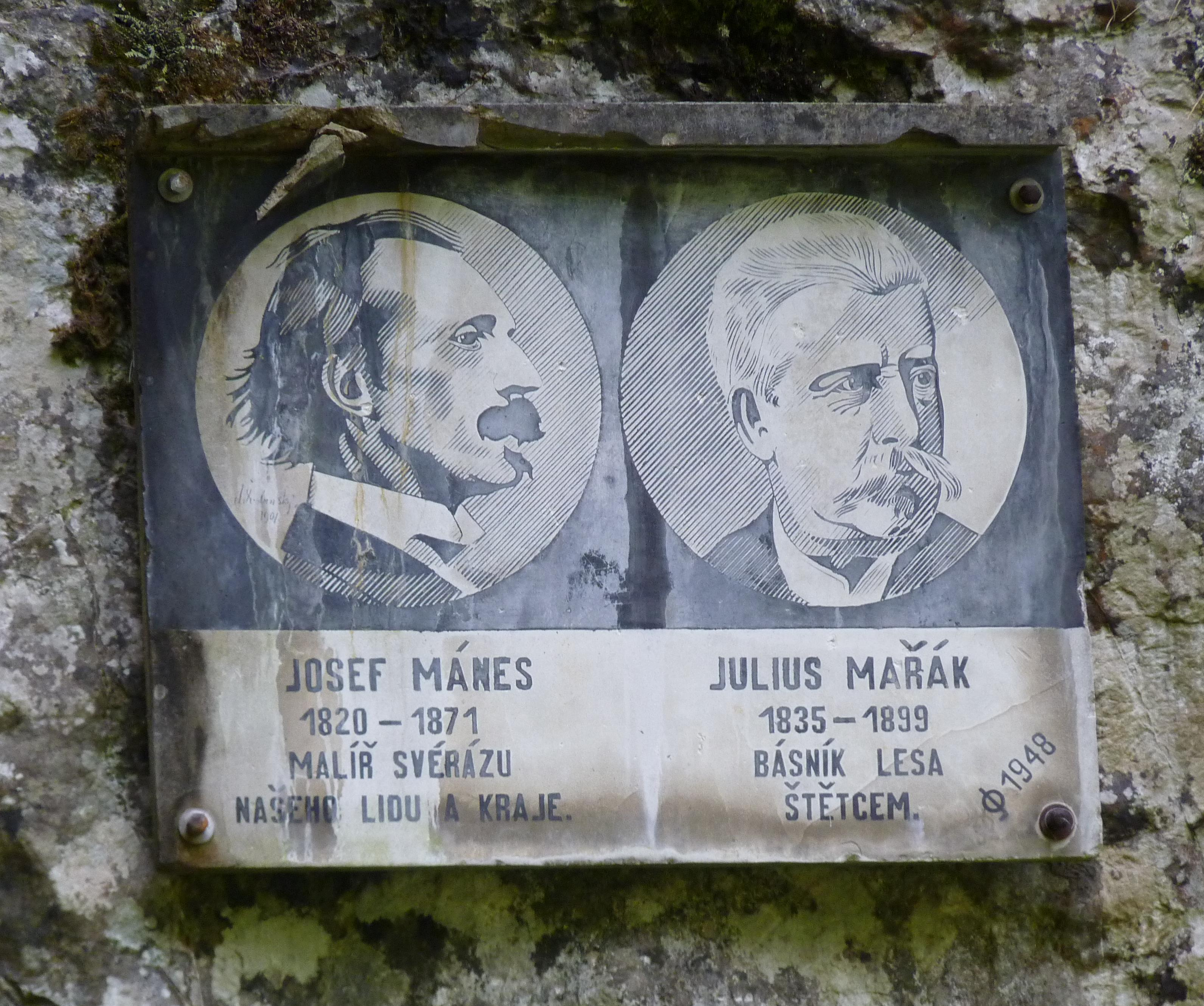
Josef Mánes a Julius Mařák
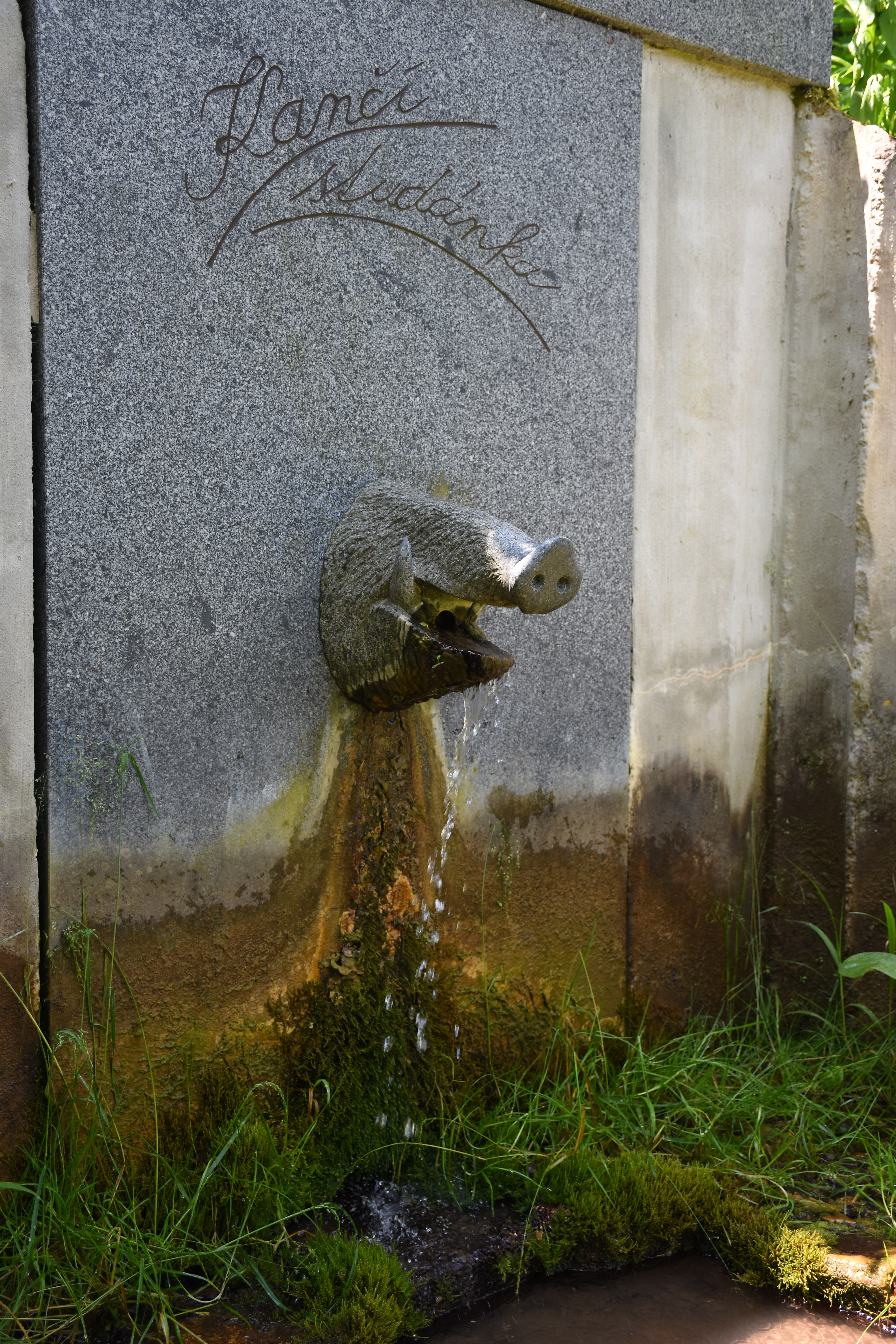
Kančí studánka - detail
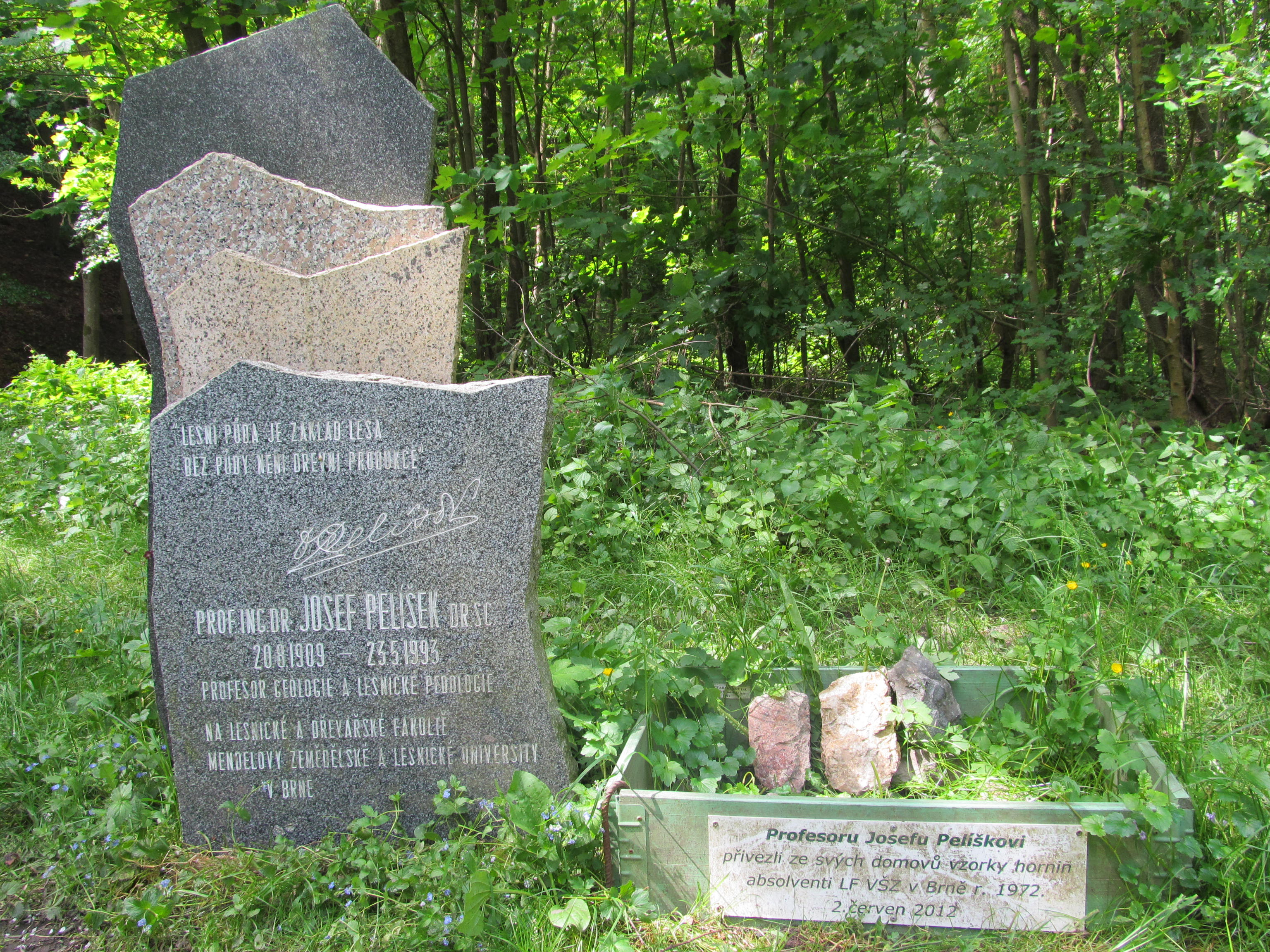
Pomník profesora Pelíška
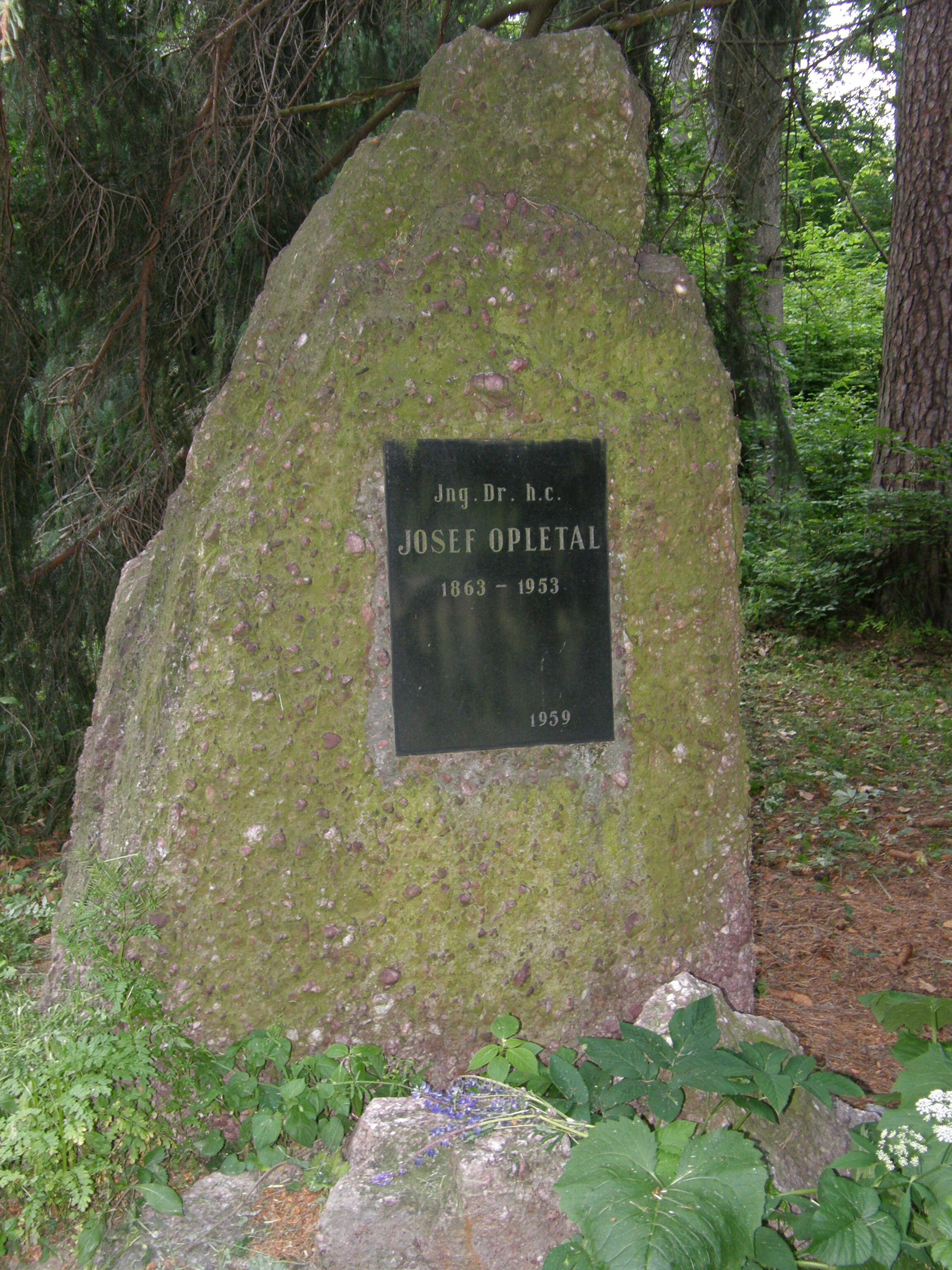
Památník Josefa Opletala